# 1/DEUTSCH
Radio 1/DEUTSCH ist ein privates Hörfunkprogramm. Es versteht sich als Spartenprogramm mit Fokus auf neuen Deutschen Pop. Gestartet wurde der Sender am 22. Juni 2017 von Adel Tawil.

## Allgemeines
Radio 1/DEUTSCH ist eine digitale Radiomarke der Regiocast GmbH & Co. KG (Eigenschreibweise REGIOCAST) einem deutschen Medienunternehmen mit Beteiligungen an Hörfunksendern, Hörfunkvermarktern und weiteren Dienstleistungsunternehmen aus dem Medienbereich mit Sitz in Kiel, Berlin und Leipzig. Das Unternehmen betreibt diverse digitale Spartenkanäle, unter anderen Radio 80s80s und Radio 90s90s.
Seit Anfang des Jahres 2021 wurden 1/DEUTSCH und 1/D Liebeslieder in die ebenfalls von Regiocast veranstaltete Marke Barba Radio eingegliedert und in Barba Radio Deutschpop umbenannt.

## Programm
1/DEUTSCH richtet sich an Hörer von Deutschpop. Der Begriff ist zwar nicht eindeutig geklärt, wird aber als „Neuer Deutscher Pop“ beschrieben. Im Zentrum stehen dabei Künstler wie Adel Tawil, Andreas Bourani oder Max Giesinger. Allerdings betonen die Betreiber von 1/DEUTSCH eine weitergehende Vielfalt des Genres. Dabei wird eine Zusammenarbeit mit der Plattenindustrie angestrebt, um junge regionale Künstler zu fördern. Nachwuchskünstler im Bereich Deutschpop sollen eine Plattform erhalten. Bereits zum Senderstart werden im Radio und auf der Webseite Nachwuchskünstler vorgestellt, u. a. Lina Maly, Max Richard Leßmann (Sänger von Vierkanttretlager) und Moritz Garth. 2018 ging der Sender am Valentinstag mit seinem Spartensender 1/D Liebeslieder an den Start.

## Empfang
1/DEUTSCH ist seit Start im Juni 2017 mit jedem internetfähigen Endgerät zu empfangen. 1/DEUTSCH hätte auch in Leipzig und Freiberg über DAB+ zu empfangen und Teil des neuen Programmangebots auf den beiden en subregionalen DAB+ Multiplexen in Sachsen sein sollen. Von Regiocast wurde am 31. Januar 2018 jedoch SchlagerPlanet Radio aufgeschaltet.